# Caelia tabellaria
Coelia o Coelia tabellaria va ser una llei romana adoptada a proposta del tribú de la plebs Gai Celi Caldus l'any 647 de la fundació de Roma (107 aC), quan eren consols Marc Emili Escaure i Gai Mari. Ratificava allò ja establert per la llei Caecilia de suffragiis.